# ویپراختیتسه
ویپراختیتسه (به چکی: Výprachtice) یک منطقهٔ مسکونی در جمهوری چک است که در شهرستان اوستی ناد اورلیتسی واقع شده‌است.
 ویپراختیتسه ۲۱٫۷۲ کیلومتر مربع مساحت و ۹۳۱ نفر جمعیت دارد و ۵۸۷ متر بالاتر از سطح دریا واقع شده‌است.